# 葡萄牙士砵亭女子隊
葡萄牙士砵亭女子隊（Sporting Clube de Portugal Feminino）是一家葡萄牙的女子足球球會，位於里斯本，是葡萄牙士砵亭俱樂部的女子部。球隊目前在葡萄牙國家女子足球錦標賽中角逐。

## 榮譽
- 葡萄牙國家女子足球錦標賽（英语：Campeonato Nacional Feminino）

冠軍 (2): 2016–17, 2017–18
- 葡萄牙女子盃（英语：Taça de Portugal Feminina）

冠軍 (3): 2016–17, 2017–18, 2021–22
- 葡萄牙女子超級盃（英语：Supertaça de Portugal Feminina）

冠軍 (3): 2017, 2021, 2024

## 外部連結
- 官方網站 （页面存档备份，存于）